# 송화거리 메인 타워
송화거리 메인 타워(영어: Songhwa Street Main Tower)는 조선민주주의인민공화국 평양시 동대원구역 위치한 아파트(살림집)는 지상 80층, 282m(282.5m)로 구성되어 있고 2022년 4월에 공사가 끝난다.

## 내부 시설
| 층수       | 용도      |
| ---------- | --------- |
| 1층 ~ 82층 | 아파트 등 |

## 같이 보기
- 새살림거리
- 조선민주주의인민공화국의 마천루 목록
- 평양시의 마천루 목록